# Patrioti České republiky
Patrioti České republiky (zkratka Patrioti ČR, neoficiálně Patrioti) je česká neparlamentní konzervativní politická strana působící zejména na komunální úrovni. Jejím předsedou i zakladatelem je místostarosta Prahy 8 Jiří Vítek.

## Historie
V komunálních volbách v roce 2010 kandidovalo sdružení Volba pro Prahu 8 do zastupitelstva městské části Prahy 8, kde získalo dva zastupitelské posty a v roce 2013 také pozici radního pro bezpečnost v koalici s ODS a TOP 09. Stranu založil 10. února 2014 Jiří Vítek pod názvem Volba pro Prahu (VPP). Strana vznikla z členské základny občanského sdružení Volba pro Prahu 8 působícího v Praze od roku 2004. V červenci 2014 si strana změnila název na Patrioti – Volba pro Prahu a jejím předsedou se stal Jiří Vítek, bývalý profesionální hasič, předseda Unie bezpečnostních složek ministerstva vnitra a držitel Zlatého záchranářského kříže za záchranu lidského života. Post 1. místopředsedy zastával Petr Duchek, zastupitel a bývalý radní Prahy 21. Dalším místopředsedou strany se stal Leoš Prokeš, někdejší kandidát Úsvitu na primátora města Brna. Až v prosinci 2014 strana získala název Patrioti České republiky. V srpnu 2015 se strana téměř dohodla s Občanskou konzervativní stranou na sloučení, ke kterému však nakonec nedošlo a většinové vedení OKS raději využilo nabídky Víta Bárty ke spolupráci s Úsvitem.
Vítek se několikrát sešel s Heinzem-Christianem Strachem, se kterým projednával možnost vstupu do evropské politické frakce MENF, ovšem strana neměla zastoupení v Parlamentu ČR a byla odmítnuta ve prospěch hnutí SPD. Koncem roku 2016 Patrioti úzce spolupracovali s Alternativou pro Českou republiku 2017, které však byla vzhledem k nesrovnalosti s výroční zprávou pozastavena činnost. Předseda strany Jiří Vítek zpopularizoval téma těžby lithia když publikoval články o netransparentnosti jeho prodeje. Těžba lithia stala velkým tématem následujících volbách do poslanecké sněmovny, ve kterých Patrioti ČR podpořili Realisty.

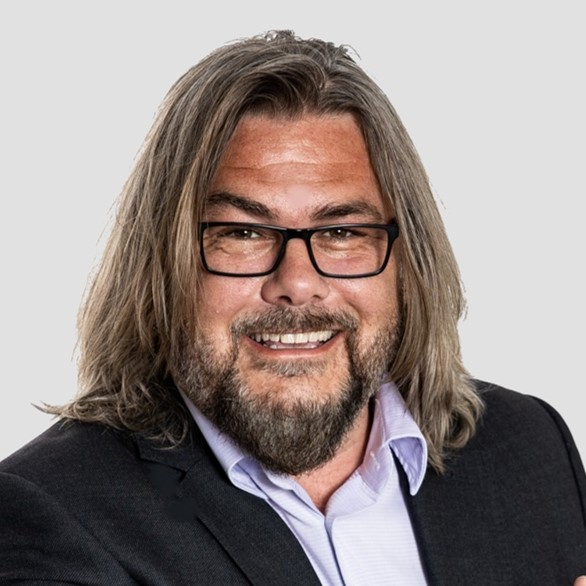
Jiří Vítek, předseda Patriotů ČR

V roce 2019 se strana sblížila s nově založeným hnutím Trikolóra, do kterého vstoupili i někteří členové Patriotů. Ve volbách do poslanecké sněmovny 2021 Jiří Vítek kandidoval ze sedmého místa za uskupení Trikolora Svobodní Soukromníci. Po roce 2021 však Trikoloru opustil vzhledem k jejímu sbližování s hnutím SPD. Do komunálních voleb 2022 strana v Praze navázala spolupráci s hnutím Přísaha.

## Program
Patrioti ČR patří mezi konzervativní strany s akcentem na lokální politiku. Pro Patrioty je prioritou zlepšování a ochrana prostředí v nejbližším okolí, jelikož měnit nejprve věci okolo sebe má změnit i svět kolem nás. Strana chce snížit daňové břemeno zavedením rovné daně a osvobodit od daní nízkopříjmové obyvatele. Patrioti poukazují na hrozbu sociální exkluze seniorů a chtějí prosadit mezigenerační solidaritu. Sociální politiku chtějí směřovat primárně na podporu rodiny a rodičovství. Zaměstnanost chtějí zvýšit skrze působení příspěvkových organizací obcí a měst, ale také přes podporu domácího turismu a kultury.
Strana Patrioti ČR dále podporuje zavedení prvků přímé demokracie do volebního systému, společně s občanskými referendy a zavedení většinového systému, v jehož rámci jsou poslanci přímo odpovědni voličům ve svém obvodu a tudíž mohou být odvoláni. K zapojení veřejnosti do voleb a referend chtějí využít technologií a elektronického hlasování, společně s digitalizací veřejné správy. Do školních osnov chtějí Patrioti zavést osnovy, které připraví žáky na moderní společnost, jako je ochrana vlastního soukromí on-line nebo finanční gramotnost.
Patrioti prosazují absolutní ochranu svobody projevu a práva na sebeobranu, včetně držení střelných zbraní. Strana stojí tvrdě proti soukromým exekutorům a volají po férové vymahatelnosti dluhů za většího státního dohledu. Dále chtějí Patrioti dostat do rukou obcí strategické suroviny, zejména vodní zdroje. Hlásí se k podpoře malých zemědělců, ochraně lesů před nadměrnou těžbou, recyklaci nebo přetavení odpadu na energii a tvorbě páteřní sítě cyklostezek po celé republice. Řešení krize životního prostředí však nevidí v environmentalistickém aktivismu a odmítají nákladné zelené dotace či omezování svobody lidí.

## Volby
Do komunálních voleb v roce 2014 strana kandidovala v Praze 8 samostatně, v Praze 5 v koalici s Demokraty Jana Kasla pod vedením radní Marie Ulrichové-Hakenové a v Praze 21 pod názvem Hnutí SÚL a Patrioti – VPP. Do komunálních voleb na pražský magistrát v roce 2014 strana kandidovala spolu s Iniciativou za MHD zdarma vedenou hercem Kryštofem Rímským.
V komunálních volbách 2018 strana kandidovala ve sdružení s nezávislými kandidáty ve 20 obcích a zaznamenala svůj první výrazný úspěch. V Jindřichově Hradci strana získala strana 7,79 % a mezi lety 2020–2022 zastával post starosty Jan Mlčák. V Praze 8 se podařilo Jiřímu Vítkovi probojovat do zastupitelstva s 5,60 % a třemi zastupiteli a od té doby působí jako místostarosta městské části. Na Praze 21 zas získali Patrioti jednoho zastupitele. V Praze strana disponovala větším počtem zvolených zastupitelů než SPD, KSČM a ČSSD.
V komunálních volbách 2022 strana zaznamenala strana dílčí úspěchy, kde nově získala zastupitele i v Praze 3, Praze 20 a Praze-Dolní Chabry. V Rokycanech vyhrála volby s 28,7% pod vedením místostarosty Ing. Tomáše Rady. Celkový počet zastupitelů zvolených za nebo ve sdružení s Patrioty tak vzrostl na 40.

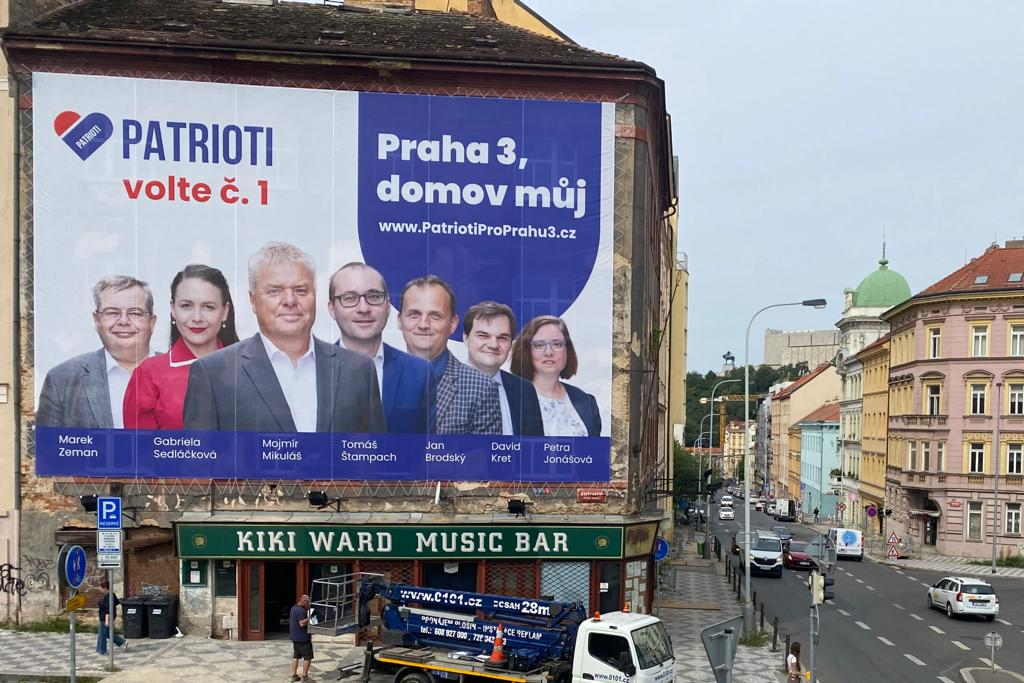
Velkoplošná reklama Patriotů na Praze 3 z komunálních voleb 2022

Volby na Magistrát hlavního města Prahy
| Volby | Počet hlasů | Hlasy v % | Změna  |
| ----- | ----------- | --------- | ------ |
| 2014  | 67 730      | 0,33      | -      |
| 2018  | 118 985     | 0,47      | ▲ 0,14 |
| 2022  | 195 426     | 0,82      | ▲ 0,35 |

Volby do Senátu ČR
| Volby | Obvod    | Kandidát                  | Počet hlasů | Hlasy v % |
| ----- | -------- | ------------------------- | ----------- | --------- |
| 2016  | Praha 10 | Mgr. Miroslav Koranda     | 632         | 2,64      |
| 2018  | Svitavy  | Jaroslav Novák Večerníček | 902         | 2,30      |
| 2018  | Praha 8  | Hana Dolejší              | 467         | 1,03      |

Zvolení zastupitelé v obcích po komunálních volbách 2022
| Obec      | Praha 3 | Praha 8 | Praha 20 | Dol. Chabry | Kraslice | Louny | Ostravice | Rumburk | Vítkovice | Fren. pod Radh. | Havířov | Nový Přerov | Pasohlávky | Rokycany | Králíky |
| --------- | ------- | ------- | -------- | ----------- | -------- | ----- | --------- | ------- | --------- | --------------- | ------- | ----------- | ---------- | -------- | ------- |
| Hlasy v % | 5,55    | 6,80    | 19,58    | 28,61       | 10,57    | 8,60  | 14,87     | 11,85   | 6,65      | 13,25           | 14,87   | 12,12       | 13,67      | 28,70    | 12,12   |
| Mandáty   | 2       | 3       | 5        | 5           | 2        | 2     | 2         | 3       | 1         | 3               | 1       | 1           | 2          | 6        | 2       |